# Le Vaudoué
Le Vaudoué is een gemeente in het Franse departement Seine-et-Marne (regio Île-de-France) en telt 717 inwoners (1999). De plaats maakt deel uit van het arrondissement Fontainebleau.

## Geografie
De oppervlakte van Le Vaudoué bedraagt 17,3 km², de bevolkingsdichtheid is 41,4 inwoners per km².
De onderstaande kaart toont de ligging van Le Vaudoué met de belangrijkste infrastructuur en aangrenzende gemeenten.

## Demografie
Onderstaande figuur toont het verloop van het inwonertal (bron: INSEE-tellingen).